# Nikoladze

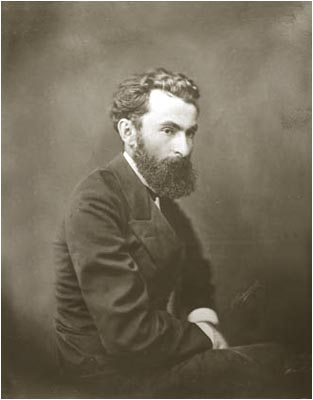
Portrait de Niko Nikoladze (1880)

Les Nikoladze (en géorgien : ნიკოლაძე) sont issus d'une famille bourgeoise de la province d'Iméréthie, connue depuis le XIVe siècle. La famille Nikoladze a été ajoutée à la liste des nobles de Géorgie en 1860. La première mention du nom « Nikoladze » dans les registres du monastère de Tbeti date du XIVe siècle.

## Nikoladze notables
- Niko Nikoladze, écrivain géorgien, philosophe pro-ouest et personnalité publique ;
- Iakob Nikoladze, sculpteur et fondateur de l'Académie des beaux-arts de Tbilissi.